# Acanthermia iphis
Acanthermia iphis là một loài bướm đêm trong họ Noctuidae.